# Macropsis federalis
Macropsis federalis är en insektsart som beskrevs av Evans 1935. Macropsis federalis ingår i släktet Macropsis och familjen dvärgstritar. Inga underarter finns listade i Catalogue of Life.